# Las Vegas, Morelos
Las Vegas är en ort i Mexiko.   Den ligger i kommunen Cuautla och delstaten Morelos, i den sydöstra delen av landet, 70 km söder om huvudstaden Mexico City. Las Vegas ligger 1 378 meter över havet och antalet invånare är 150.
Terrängen runt Las Vegas är kuperad åt sydost, men åt nordväst är den platt. Runt Las Vegas är det ganska tätbefolkat, med 222 invånare per kvadratkilometer. Närmaste större samhälle är Cuautla Morelos, 4,2 km nordväst om Las Vegas. Omgivningarna runt Las Vegas är en mosaik av jordbruksmark och naturlig växtlighet.